# Moravské Knínice
Pour les articles homonymes, voir Knínice.
Moravské Knínice (en allemand : Mährisch Kinitz) est une commune du district de Brno-Campagne, dans la région de Moravie-du-Sud, en République tchèque. Sa population s'élevait à 1 032 habitants en 2020.

## Géographie
Moravské Knínice se trouve à 3 km à l'ouest du centre de Kuřim, à 14 km au nord-ouest de Brno et à 173 km au sud-est de Prague.
La commune est limitée par Čebín au nord, par Kuřim à l'est, par Jinačovice et Rozdrojovice au sud, et par Brno et Chudčice à l'ouest.

## Histoire
La première mention écrite du village date de 1235.